# Christopher Alan Bayly
Sir Christopher Alan Bayly né le 18 mai 1945 à Tunbridge Wells dans le Kent, et mort le 18 avril 2015 à Chicago,, est un historien anglais, qui fut notamment professeur d'histoire impériale à l'Université de Cambridge.
Il est connu notamment par le succès mondial de son livre paru en 2004 dans la collection pionnière de la World history fondée par Robert I. Moore, The Blackwell History of the World, traduit en français en 2006 sous le titre La Naissance du monde moderne (1780-1914), aux Éditions de l'Atelier. 

## La Naissance du monde moderne
Plutôt qu'une chronologie des événements, Bayly s'attache à montrer l'influence réciproque des histoires régionales les unes envers les autres, en étudiant également les influences de la culture (les arts, les modes de vie...) sur les mentalités.
Il réévalue la place tenue par l'Asie à cette époque, reprenant les recherches de Kenneth Pomeranz, et, en suivant celles de Jan de Vries, il date du milieu du XIXe siècle l'influence décisive de la révolution industrielle, lui préférant jusqu'à cette période le concept de révolution industrieuse. Il dépasse en revanche la vision marxiste, centrée sur l'économie, qui est celle d'Eric Hobsbawm, la complétant par l'étude de l'évolution culturelle, politique et religieuse.
Son approche mondiale de l'histoire du 19e siècle le conduit à des conclusions originales. Il observe durant ce siècle une expansion des grandes religions, du fait de l'uniformisation de leur doctrine et de leur pratique, et de leur institutionnalisation, contrairement à l'opinion des penseurs libéraux et laïcs. Il affirme également que la diffusion de la modernité et du libéralisme a conduit paradoxalement à une rigidification des hiérarchies sociales et à un approfondissement des dominations, par exemple un contrôle plus grand des hommes sur les femmes, un pic dans la traite négrière et un appauvrissement des artisans et paysans des régions colonisées.